# Al Koet
Al Koet of al Kut (Arabisch: كوت); ook bekend als Koet-Al-Imara is een stad in Irak, op de linkeroever van de Tigris. Het ligt ongeveer 150 km ten zuidoosten van Bagdad. In 2003 bedroeg de bevolking naar schatting 400.000 personen. Het is de hoofdstad van de provincie Wasit.
De oude stad van al Koet ligt op een schiereiland waar de rivier een scherpe U-bocht maakt. Koet was eeuwenlang een centrum voor handel in tapijten. Het gebied rondom Koet is vruchtbaar, waardoor veel graanbouw plaatsvindt.
Nabij Koet lag ook het nucleair onderzoekscentrum van Irak, dat na de Golfoorlog van 2003 geplunderd werd. Tussen 1934 en 1939 werd in de Tigris de Koetbarrage gebouwd.
In de Eerste Wereldoorlog is nabij Koet gevochten tussen het Ottomaanse Rijk en de oprukkende Britten.

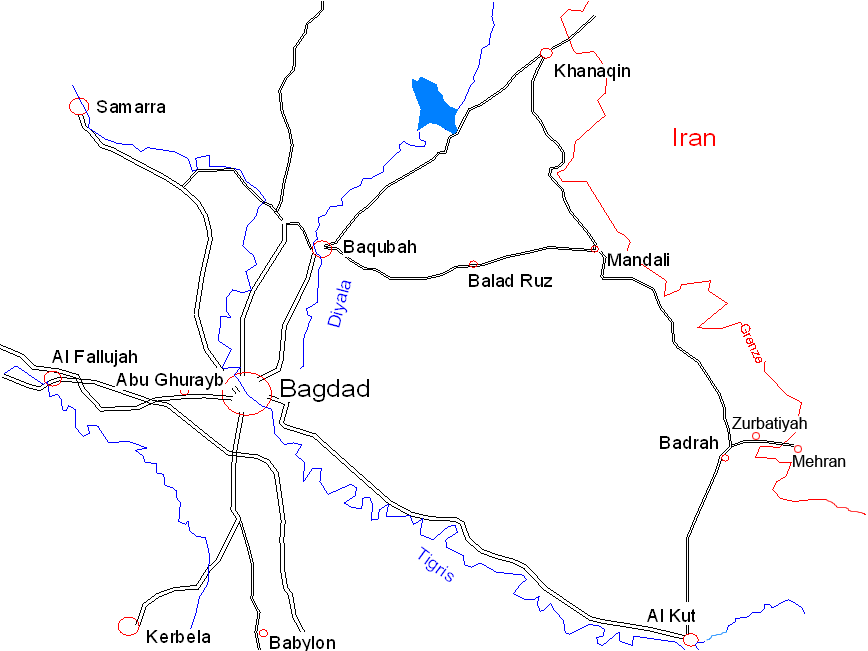
Detailkaart locatie van al Koet (rechtsonderin)